# Синиша Кисић
Синиша Кисић (Брчко, 1954 — Брчко, 6. мај 2020) је био југословенски одбојкаш, председник Олимпијског комитета Босне и Херцеговине и први градоначелник Брчког.

## Каријера
Синиша Кисић је рођен 1954. године у Брчком. Иза себе има респектабилну каријеру у спорту. У одбојкашкој репрезентацији бивше СФРЈ наступао је 49 пута, у сениорској је имао 96 наступа. За матични одбојкашки клуб "Јединство" Брчко одиграо је 500 утакмица. Био је јуниорски првак СФРЈ у сезонама: 1971, 1973 и 1974. године, а 1974. године - најбољи играч турнира. Био је дугогодишњи члан прве одбојкашке лиге СФРЈ.
Он се није бавио само спортом. Дипломирао је економију. Тако је од 1986. до 1990. године био директор радне организације "Велма" ООУР "Текстил" Брчко. Од 1992. године прелази у државне институције. Тако је био секретар за привреду у извршном одбору Скупштине општине Брчко и то од 1997. до 1999. године. Након тога долази на функцију председника извршног одбора - градоначелник Општине Брчко од 1999. до 2000. године.
Био је први градоначелник Брчко дистрикта од 2000. до 2003. године, те координатор канцеларије Брчко дистрикта у Савјету министара Босне и Херцеговине од 2006. године. У тадашњој скупштини општине Брчко био је заступник од 1990. до 1997. те поново у Скупштини Брчко дистрикта од 2004. до 2006. године.
Добитник је Злтаног кључа, отворени градови Балкана 2003. године. Био је и први председник обједињеног Одбојкашког савеза Босне и Херцеговине.

## Приватни живот
Био је ожењен и имао је двоје деце. Умро је 6. маја 2020. године у Брчком после дуге и тешке болести у 66. години живота. Сахрањен је у родном Брчком.